# 劉琮 (成化進士)
劉琮，福建福州府怀安县人，明朝政治人物，進士出身。
成化十六年，福建庚子乡试中舉。成化二十年（1484年）甲辰科進士，官至南京户部主事。